# Utricularia sandersonii
Utricularia sandersonii — вид рослин із родини пухирникових (Lentibulariaceae).

## Біоморфологічна характеристика
Це напівводна багаторічна рослина, до 50 см заввишки. Він дуже привабливий тим, що його легко вирощувати, а також має квіти цілий рік. Квітки малі білі з блідо-синіми відмітками з довгими вигнутими вперед шпорами і подвійними частками, які нагадують кролячі вушка.

## Середовище проживання
Ендемік ПАР, від Нудсберга до Лусікіска. Він був записаний з Квазулу-Ната і Східного Кейпа.
Цей багаторічний вид не є справжнім водно-болотним видом. Часто росте на вологих вертикальних скелях, між 20–1200 м над рівнем моря, біля водоспадів.

## Використання
Вид широко культивується.